# Бахмут
Бахму́т (укр. Бахму́т; в 1924—2016 годах — Артёмовск) — город в Донецкой области Украины, административный центр Бахмутского района и Бахмутской городской общины. До укрупнения одноимённого района в 2020 году был его центром, но не входил в его состав, будучи городом областного значения.

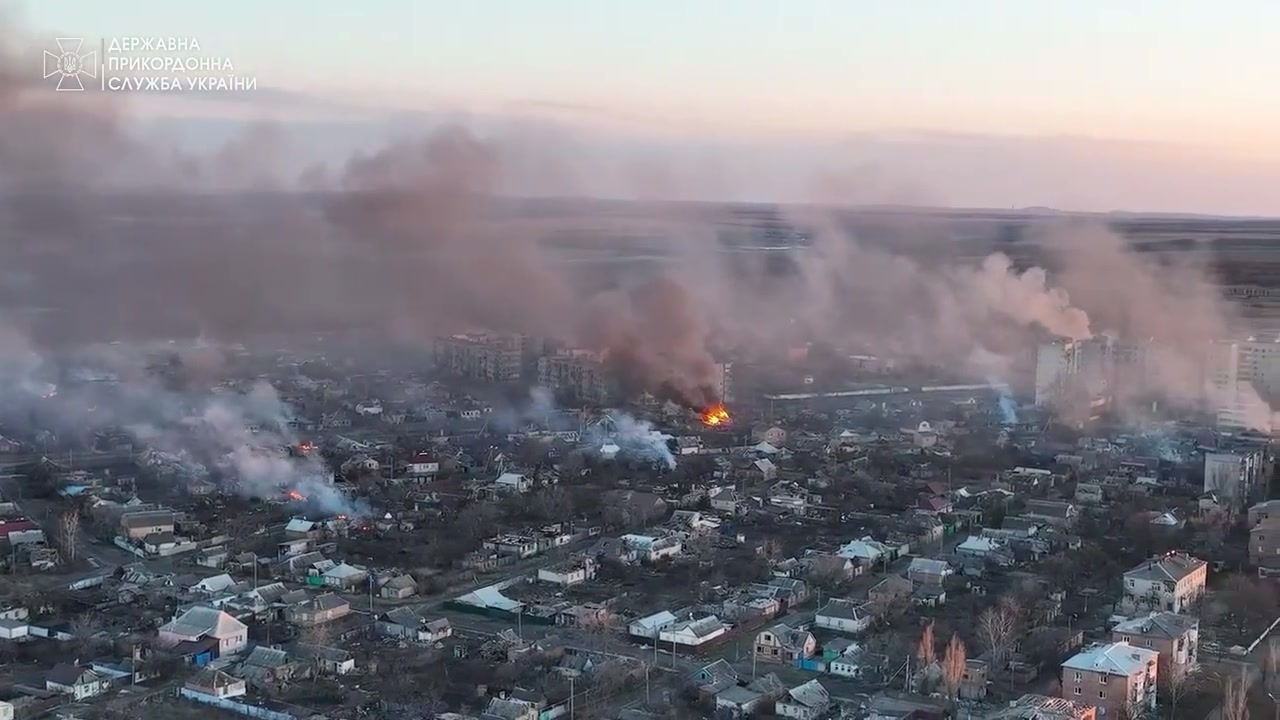
Разрушенный город в ходе российского вторжения

В 2022—2023 годах город был полностью разрушен в ходе боёв во время российского вторжения на Украину и оккупирован ВС РФ.

## Физико-географическая характеристика

### Расположение
Расположен на Бахмут-Торецкой возвышенности Донецкого кряжа на реке Бахмут, в 89 километрах к северо-востоку от Донецка. Бахмут находится в 3 км от автострады E40 М03 (Киев — Харьков) и в 7 км от канала Северский Донец — Донбасс, имеющего большое значение для водоснабжения города.

### Климат
Климат в Бахмуте — умеренно континентальный. Среднемесячная температура воздуха в январе −5,9 °C, в июле +21,7 °C. Характерно жаркое и засушливое лето и переменчивая, иногда холодная зима.

## Название
В середине XVI века (по другим данным, в 1571 году) возникла крепость Бахмут, получившая название от реки Бахмут. В 1783 году Бахмут получил статус города.
В 1924 году был переименован в Артёмовск (укр. Артемівськ) в честь советского государственного деятеля Ф. А. Сергеева, известного по псевдониму Артём. 23 сентября 2015 года городской совет принял решение вернуть городу название «Бахмут». Верховная рада Украины утвердила решение о переименовании 4 февраля 2016 года.

## История

### Русское царство и Российская империя
Был основан в 1571 году как пограничная «Бахмутовская сторожа», позже превратившаяся в укреплённую слободку. Именно тогда русский царь Иван Грозный для отпора крымским татарам и защиты южного рубежа Русского государства приказал создавать пограничные сторожи по рекам Айдар и Северский Донец. В письменных источниках за этот год упоминается Бахмутская сторожа — 6-я по счёту из семи, расположенная «усть Чёрного Жеребца, от Святогорской сторожи полднище». Постоянного населения в стороже не было, так как она располагалась на казачьей земле (вся земля по реке Бахмут принадлежала донским казакам), и пользовались ей вахтовым способом — в первую очередь для добычи соли, чему казаки не мешали. Но солеварение в те времена было выгодным делом, и было принято решение эти земли захватить. Слобожане предприняли попытку построить на месте существующего примерно с 1630 года временного казачьего городка свои многочисленные солеварни на постоянной основе, выгнав оттуда казаков.
В 1701 году Пётр I приказал построить на Бахмуте крепость и переименовать в острог. В 1701 году государство стало брать налог за добычу соли из озёр, а Бахмутские солеварни было приказано передать в казну. Охрану Бахмутских соляных разработок, как и добычу соли для казны, государство поручило бахмутским, торским и маяцким казакам, которые организационно были объединены в Бахмутскую казачью кампанию. Существовала даже специальная должность «соляного атамана», который получал «Инструкции» от правительства и Соляной Конторы. С этого года началось и противостояние донских и изюмских казаков, которые стали копать в округе «соляные» колодцы и вытеснять донцов из «Бахмутского юрта». Донцы и изюмцы жаловались Петру друг на друга. Донцы писали, что по приказанию изюмского полковника Фёдора Шидловского был разорён донской казачий городок, «истреблены все соляные варницы, разломана часовня и забрана вся церковная утварь и книги, … наложил он на бахмуцких казаков пошлины с соляных варниц, брал насильно соль в казну, … истреблял сенокосные луга… с того нового поселенного места сбивают, насильством своим бьют, и ругают, и грабят, и хвалятся смертными убивствами». Изюмские казаки «живут для соляного промыслу наездом, хоромным строением не селятца, и крепости никакой не чинят». Шидловский, в свою очередь, писал Петру — «в прошлых де годах до 1654 года за Белгородскою чертою за рекою Северским Донцом на Крымской стороне у солёных пяти озёр соль варили приезжие всяких чинов люди, русские и черкасы, наездом и стаивали у того промыслу обозами, и в том же году по указу отца его (царя Алексея Михайловича) блаженные памяти великого государя для опасения неприятельских людей построен солёной городок Тор (Славянск) и призваны на житие черкасы и живучи в том городе служили в его Изюмском полку компанейскую службу… В 1701 году те торские жители обыскали в дачах Изюмского полку на речке Бахмуте, где соль варить прибыльнее торскаго, … без его полковничья ведома перешли все жить на речку Бахмут…, из городов полку Изюмского и иных черкасских полков…, русские всяких чинов люди, и беглые помещиковы люди и крестьяне пришли туда, живут самовольно и службы никакой не служат, ему полковнику не в послушание чинятся. В Торе остались без охраны государева казна, пушечный и зелейный склады, был открыт путь татарам на Слобожанщину…» Поэтому Шидловский хотел «пристойно в том месте Бахмуте крепость построить и тех жителей переписать… в Изюмский полк». В 1703 году построена крепость, которая в 1704 году была подчинена полковнику проправительственного Изюмского слободского казачьего полка Шидловскому.
Осенью 1705 года отряд донских казаков во главе с атаманом Булавиным захватил солеварни Бахмута, что впоследствии переросло в Булавинское восстание. В это время в западных русских губерниях русские войска отражали нашествие шведской армии Карла XII и Булавинский бунт стал «ударом в спину». После ряда побед повстанцев бахмутские казаки примкнули в мятежу. Пришедшие в Бахмут союзные Булавину запорожцы под руководством атаманов С. Ф. Беспалого и Т. Кордиаки были встречены хлебом-солью. Для подавления мятежа Булавина Пётр вынужден был выделить до 20 тысяч регулярного войска под руководством князя Василия Долгорукого. Бригадир Шидловский со слободскими полками нанёс булавинцам и запорожцам 8 июля 1708 года в урочище Кривая Лука на Северском Донце жесточайшее поражение. В отряде мятежников было до 5 тысяч донских и 1,5 тысячи запорожских казаков. В этом сражении погиб один из ближайших соратников Булавина С. А. Драный, были порублены, потоптаны и потоплены в Донце и плавневых болотах 1,5 тысячи повстанцев. Царю Петру Шидловский через А. Д. Меньшикова доносил, что засевшие в Бахмуте остатки мятежников сдались и просили пощады, но «воровское местечко Багмут взято и сожжено, а жители переколоты и перебиты до смерти». Пётр, посетивший в 1709 году развалины Бахмута, распорядился о срочном восстановлении крепости и солеварен.
В 1710 году на противоположном, левом берегу реки Бахмут была заложена небольшая земляная крепость. После 1711 года началось интенсивное расширение и укрепление крепостных сооружений — «ограда усилялась рядом брёвен, вкопанных в землю в несколько наклонном к насыпи положении и соединённых сверху прогоном, который удерживался зацепами…при больших разливах реки Бахмут и высоких вследствие этого одеждах». Историками и краеведами неоднократно упоминается появление в Бахмуте в 1711—1712 гг. «казацкого полка Семёна Роменского». Однако нигде в исследованиях ни дореволюционных, ни советских историков этот факт не встречается. После поражения в Прутском походе Пётр I приказал перевести в Бахмут воинскую команду из Таганрога и приписать к Бахмутской крепости 1450 «черкасов» Изюмского полка.
В 1715 году бахмутские и торские солеварни были переданы в казну как казённые предприятия с администрацией Соляного Правления. Боярин князь Долгорукий указывал, что в городе-крепости были таможня, ратуша Изюмского полка, «для торгового промысла Изюмского полка казаков, торских и маяцких жителей всяких чинов» 15 амбаров и 9 кузниц, «устроены у соловарных колодцев Изюмского полка казаков 140 сковород соловарных, разных городов всяких чинов людей 30 сковород». Повинность по выварке соли допускала и частный промысел — «в Бахмуте за сутки кто буде себе соль варити на сковороде заплатить в казну должен 6 рублей» В аренду сдавалось до 200 чренов-сковород. Солеварению препятствовали стихийные бедствия и эпидемии.
С июля 1718 до октября 1719 года Бахмут опустел из-за эпидемии чумы, а поступления в казну составляли около 50 тысяч рублей. Поэтому в 1719 году капитан Бахмутского батальона Чирков и ландрат Вепрейский попросили правительство прикомандировать в Бахмут по 50 казаков с каждого слободского полка (Изюм, Ахтырка, Харьков, Сумы, Острогожск), 50 чугуевских конных казаков. Каждый казак должен был добыть по 4 пуда соли на каждый двор (всего 24092 пуда в год).

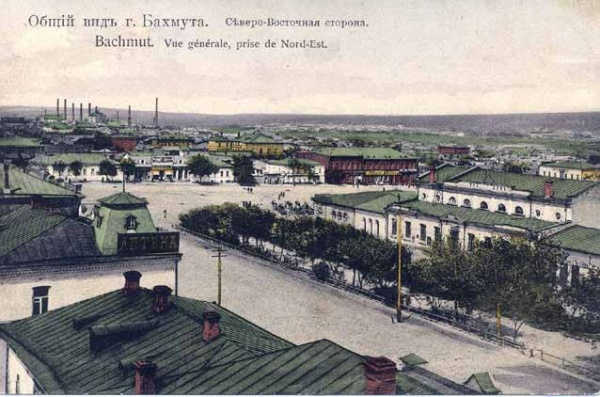
Бахмут в XIX веке

30 сентября 1732 года в городе была построена и освящена Покровская церковь.
По сообщениям The London Gazette от 8-11 октября 1737 года в «Бахмут, Украина», выдвинулся корпус фельдмаршала Ласси для последующей зимовки.
С 1750 года стены Бахмутской крепости уже стали — «в виде венчатых стен 18 фут и более высоты». По Табели крепостей 1764 года гарнизон состоял в мирное время из 1 батальона пехоты, а в военное — до 2500 пехоты и 150 конников, а по артиллерийской Ведомости крепостей 1765 года Бахмут имел 60 пушек и 16 мортир.
В середине XVIII века Бахмут стал административным центром Славяносербии.
В 1765 году здесь произошла одна из первых забастовок рабочих на предприятиях Российской империи, так называемая Бахмутская стачка.
В 1783 году Бахмут назначен уездным посёлком Екатеринославской губернии.
Тогда в посёлке насчитывалось 49 дворов, 48 куреней и землянок, 29 солеваренных колодезей, проживало 1700 человек. Работали пять кирпичных, свечной, мыловаренный, воскобойный, шесть салотопных заводов. В посёлке были магазин, около 150 лавок, больница, три училища и два частных пансиона для детей состоятельных родителей, воскресная школа для детей рабочих. Бахмут являлся крупнейшим торговым центром. Два раза в год — 12 июля (день апостолов Петра и Павла) и 21 сентября (день Рождества Пресвятой Богородицы) — проводились большие ярмарки. Годовой ярмарочный оборот составлял около миллиона рублей. В 1782—1783 годах закрывается крепость.
Отмена в империи крепостного права и привлечение иностранного капитала дало старт промышленному производству. В 70-х годах XIX столетия в городе строятся стекольный, гвоздильно-костыльный, алебастровый и кирпичный заводы.
В 1876 году в Бахмутской котловине были открыты большие запасы каменной соли, после чего быстро увеличилось число копей и шахт, а в 1874 году И. П. Скамаранга открывает солеварочный завод, дававший 2 млн пудов соли в год. С 1879 года различными акционерными обществами начинают строиться соляные шахты. Производство соли достигло 12 % общероссийского.
В 1897 году в городе жили 19 316 человек. Из них указали родным языком украинский (малорусский) 11 928 человек, русский (великорусский) — 3659, еврейский — 3223, немецкий — 116, польский — 83.

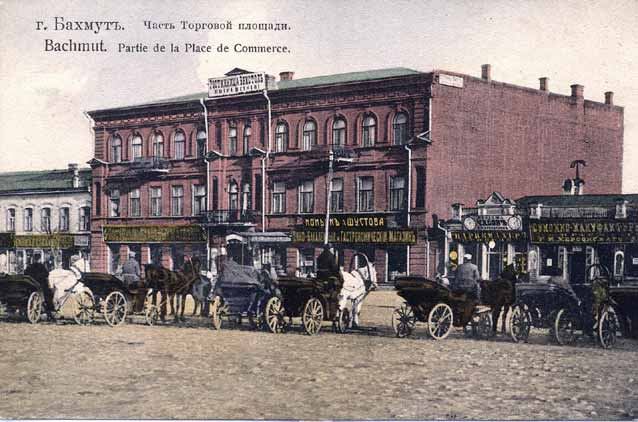
Дореволюционная открытка Бахмута

После постройки в конце 1870-х годов железной дороги Харьков—Бахмут—Попасная в посёлке появились предприятия по производству гипса, черепицы, соды.
К 1900 году в городе насчитывалось 76 небольших промышленных предприятий, в которых работало 1078 трудящихся, а также четыре соляных рудника (874 рабочих), входивших в Бахмутский соляной синдикат. В начале XX века стала развиваться металлообработка.
К 1913 году в Бахмуте проживало 28 тыс. человек, имелись две больницы на 210 коек, четыре средних и два профессиональных учебных заведения, шесть одноклассных училищ, четыре церковно-приходские школы, частная библиотека. В 1875 году проведён водопровод, в 1900 году замощены улицы.
В 1913—1914 годы в Бахмуте начинается издание местных газет: «Бахмутская копейка» (выходила с 16 марта 1913 до 1915 года) и «Бахмутская жизнь» (выходила с 20 июля 1914 до 1917 года).

### Ранний советский период
После Февральской революции 1917 года в городе был сформирован уездной Совет рабочих депутатов. 15—17 марта прошла первая районная конференция Советов Донбасса (132 депутата от 48 местных Советов), поддержавшая идею о выделении Донбасса в отдельный регион и избравшая для организации Информбюро во главе с Липшицом (партия Бунд). В июле на выборах в обновлённую городскую думу победил социал-демократический блок (14 мест из 40), председателем был избран меньшевик Червинский.
В сентябре 1917, после того как Совет и Общественный комитет приняли решение об уничтожении скопившихся на складах алкогольных напитков, в городе возникли «пьяные беспорядки» (10—12 сентября). К горожанам присоединились также драгуны кавалерийского полка. Для подавления в город были направлены юнкера из Чугуева и рота 25 полка 4 запасной бригады.
После того как 7 (20) ноября Украинская Центральная Рада объявила «3й Универсал» о создании Украинской Народной Республики, над Бахмутской уездной земской управой (ныне дом железнодорожного техникума) впервые в Донбассе был вывешен национальный украинский флаг. С лета в Бахмуте и прилегающих сёлах организовывались ячейки товарищества «Просвита» и структуры «Вольного козацтва». Однако в декабре к власти приходят большевики, которые в феврале 1918 провозглашают Донецко-Криворожскую Советскую Республику.
26 апреля 1918 года при поддержке австро-германских войск город заняли части Донецкой группы Армии УНР, которыми командовал полковник Сикевич. На короткое время в городе был расквартирован 3-й гайдамацкий полк во главе с атаманом Волохом. В ноябре 1918, после революции в Германии, немецкие войска эвакуируются, город захватывают на некоторое время белоказаки генерала Краснова.
После начала наступления 1 Конной армии РККА 25 декабря 1919 года занимавшие Бахмут части ВСЮР покинули город и начали отступление на юг, в город с севера вошли 9-я стрелковая дивизия и 11-я кавалерийская дивизия РККА.
В период с 1920 по 1925 годы был административным центром Донецкой губернии, в период 1925—1930 гг. являлся центром Артёмовского округа.
В 1923 году в Бахмуте насчитывалось 36 предприятий, в том числе завод «Победа труда» (бывший гвоздильно-костыльный завод), завод «Молния» (выпускал литьё для сельского хозяйства), рудоремонтный, кирпично-черепичный, алебастровый заводы, рудники имени Карла Либкнехта, Свердлова, Шевченко, «Бахмутская соль», обувная фабрика.
С 1923 года в городе находилось управление и 80-я рота связи 80-й стрелковой дивизии.
12 сентября 1924 года город переименован в Артёмовск по псевдониму «Артём» советского партийного и государственного деятеля Фёдора Сергеева. Одновременно были переименованы станция Бахмут в Станцию Артёмовск и Бахмутский округ в Артёмовский округ.

### Великая Отечественная война
1 ноября 1941 года советские органы власти и войска оставили город, который был оккупирован немецкими войсками.
5 сентября 1943 года в ходе Донбасской операции город освобождён от германских войск советскими войсками 3-й гвардейской армии Юго-Западного фронта, а именно 32-м стрелковым корпусом (генерал-майор Жеребин, Дмитрий Сергеевич) в составе: 266-й стрелковой дивизии (генерал-майор Ребриков, Корней Григорьевич), 259-й стрелковой дивизии (полковник Власенко, Алексей Митрофанович).
Приказом Верховного Главнокомандующего Иосифа Сталина от 8 сентября 1943 года № 9 объявлена благодарность войскам, участвовавшим в освобождении Донбасса, в ходе которого они овладели городом Артёмовском и другими городами. В знак торжества по случаю победы в столице СССР городе Москве дан салют 20-ю артиллерийскими залпами из 224 орудий. В ознаменование одержанной победы присвоено наименование «Артёмовских» соединениям, отличившимся в боях за освобождение города Артёмовска:
- 266-я стрелковая дивизия (генерал-майор Ребриков, Корней Григорьевич);
- 259-я стрелковая дивизия (полковник Власенко, Алексей Митрофанович).

### Послевоенный период

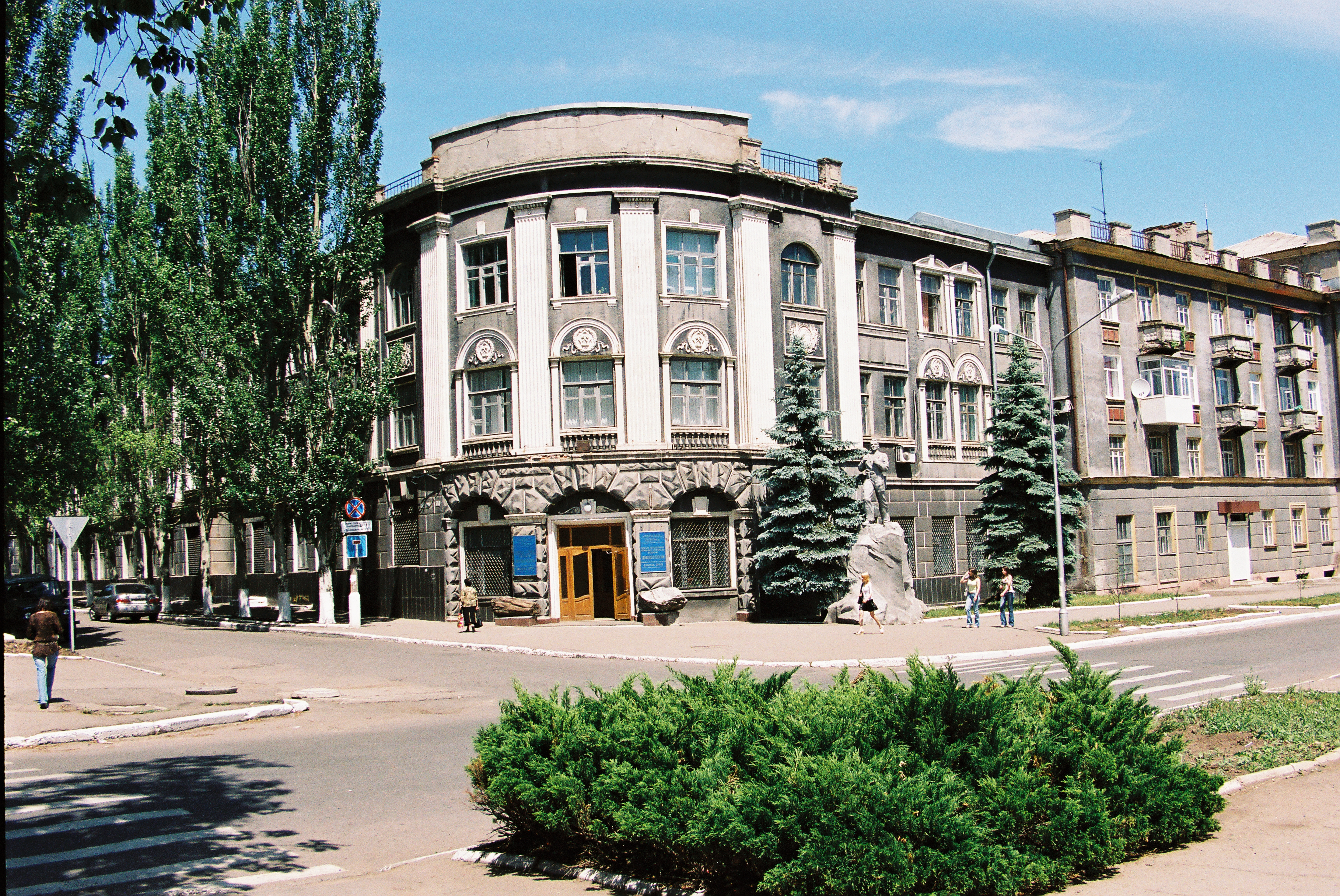
Городская улица. Здание «Донецкгеологии»

С 1951 года в городе работал крупнейший в Европе Артёмовский завод шампанских вин, с 1954 года — завод цветной металлургии имени Э. И. Квиринга (сейчас завод по обработке цветных металлов), с 1960 года — фабрика имени 8 Марта.
С 1964 года работал Всесоюзный научно-исследовательский институт соляной промышленности (ВНИИсоль), ныне УкрНИИсоль.
Бюджет города в 1975 году — 12 600 тыс. рублей.

### Современность

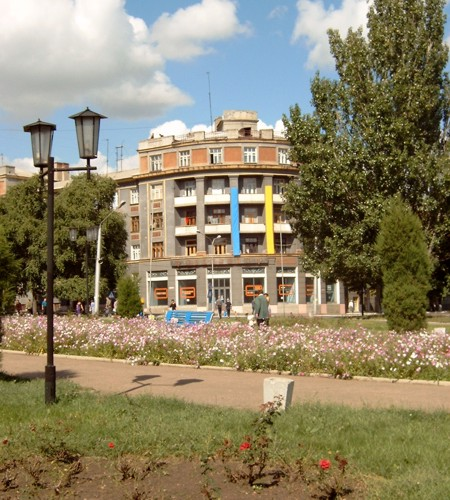
Площадь Свободы

Бахмут (Артёмовск) был индустриальным городом, одним из научных и культурных центров Донецкой области.
10 октября 2003 года на военных складах в городе произошли взрывы.

### Российско-украинская война

#### Война в Донбассе (2014—2015)
12 апреля 2014 года Артёмовск был занят пророссийскими сепаратистами самопровозглашённой ДНР. 20 июня 2014 года располагающаяся в Артёмовске крупная ремонтная танковая база подверглась штурму сепаратистов (всего база была атакована пять раз).
6 июля 2014 года украинские войска освободили город.
13 февраля 2015 года один из районов Артёмовска был подвергнут артобстрелу со стороны ДНР. В результате попадания было повреждено 32 жилых дома, а также 2 человека погибли, 6 человек получили ранения.
10 июля 2015 года во исполнение закона Украины о декоммунизации в Артёмовске был демонтирован памятник основателю Донецко-Криворожской Советской Республики Фёдору Андреевичу Сергееву (более известному под партийным псевдонимом Артём).
23 сентября 2015 года городским советом было принято решение о возвращении названия города Бахмут. Верховная рада Украины утвердила решение о переименовании 4 февраля 2016 года.
По результатам выборов 2020 года в горсовет прошли партии «Порядок» (15 депутатов), ОПЗЖ (11), СН (9), ОБ (3).

#### Вторжение России на Украину (с 2022)
С мая 2022 года город стал прифронтовым, российская армия регулярно обстреливала Бахмут, в том числе жилую инфраструктуру.
К середине августа российское наступление сконцентрировалось на Бахмутском направлении, артиллерийские обстрелы стали более интенсивными и неразборчивыми, но заметного продвижения российских войск не произошло. Из предвоенного населения в 70 000 человек в городе осталось около 15 000.
По состоянию на начало 2023 года, по словам главы областной администрации Павла Кириленко, Бахмут был разрушен более чем на 60 процентов. К маю город был разрушен практически полностью. В конце мая 2023 года Бахмут захватили российские войска. На видео с дрона все строения в Бахмуте разрушены. Из довоенного количества населения в 70 000 человек в городе осталось только несколько десятков, сотни погибли, десятки тысяч были вынуждены эвакуироваться.

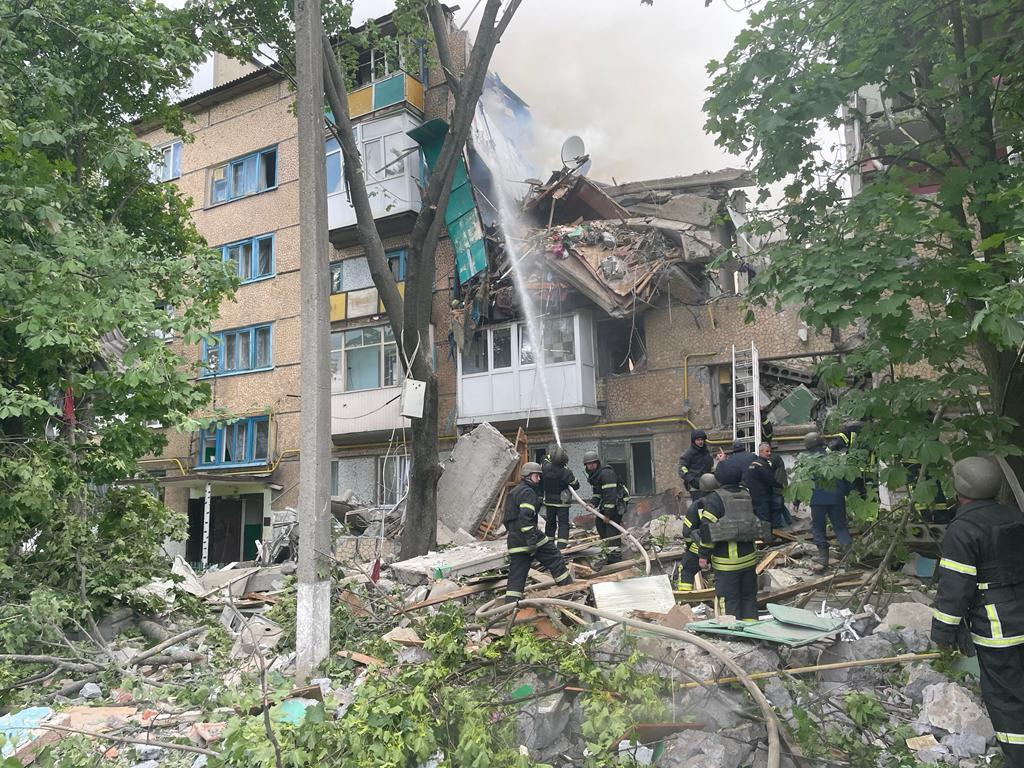
Жилой дом 17 мая
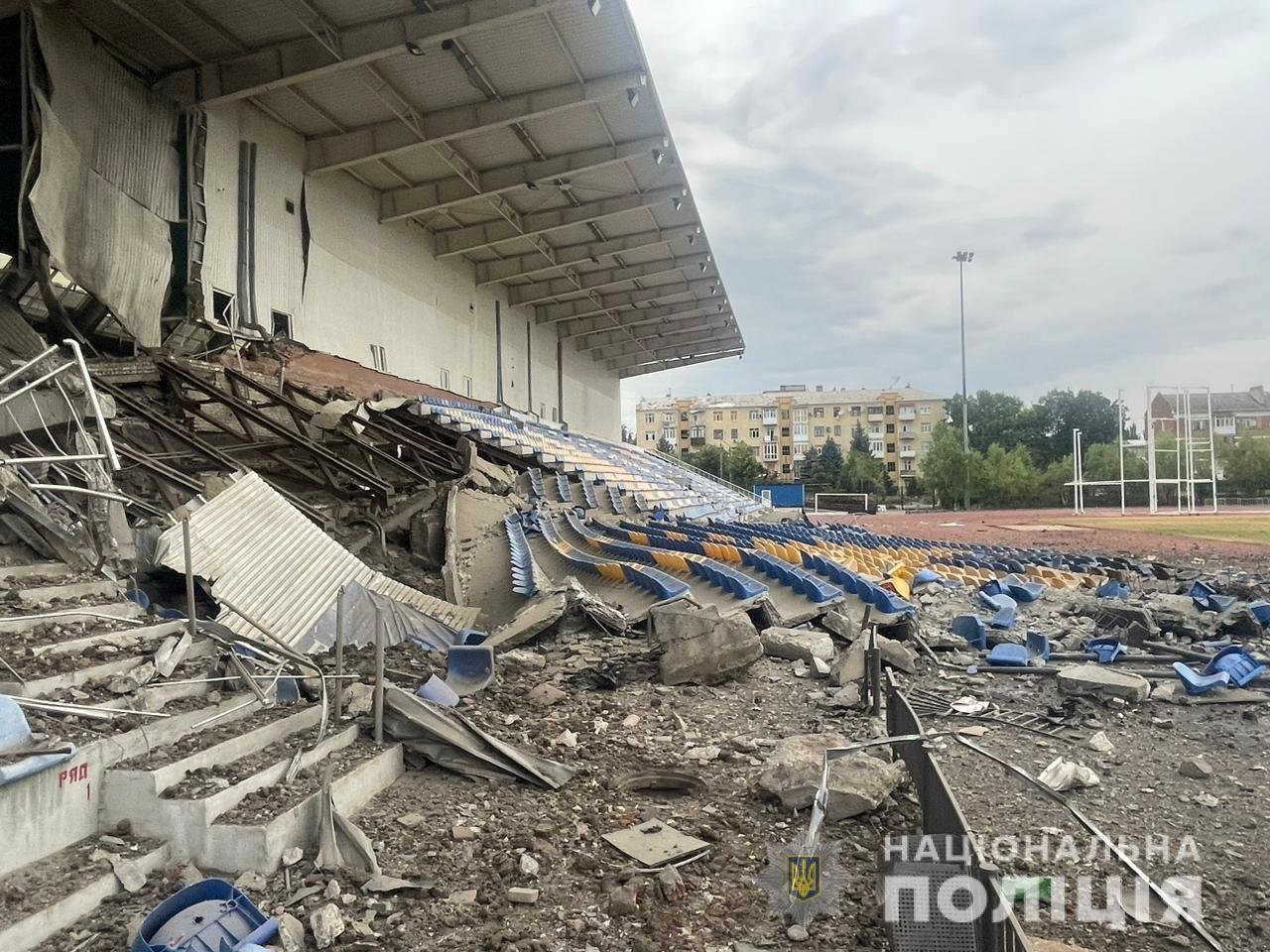
Стадион «Металлург» 11 июля
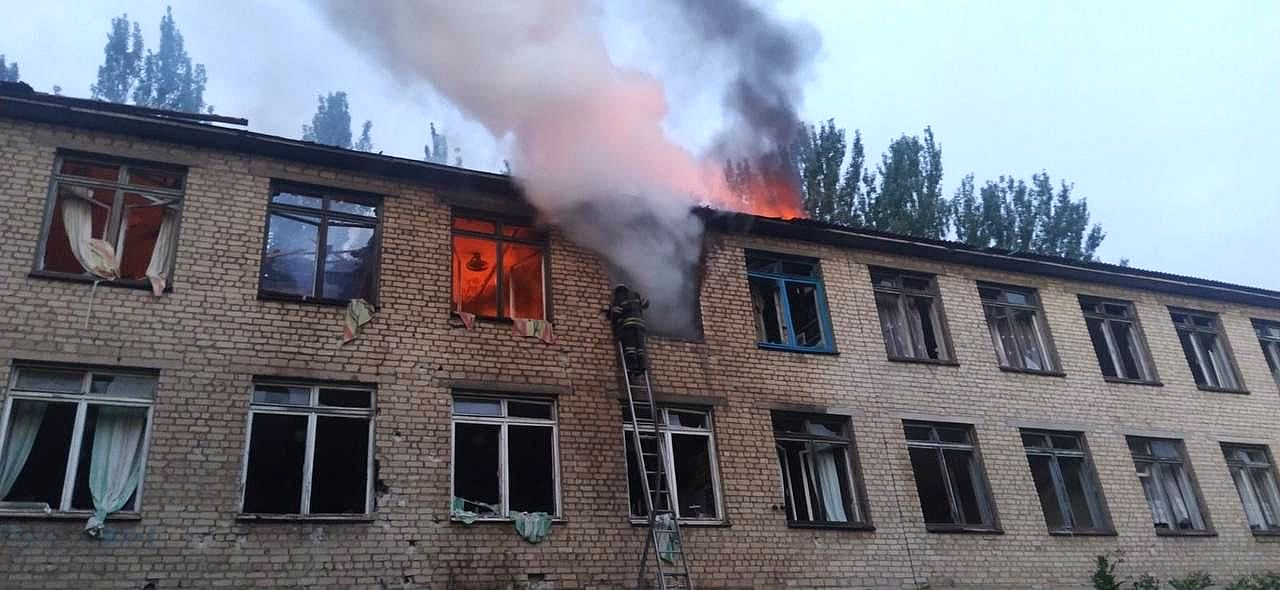
Индустриальный колледж 22 июля
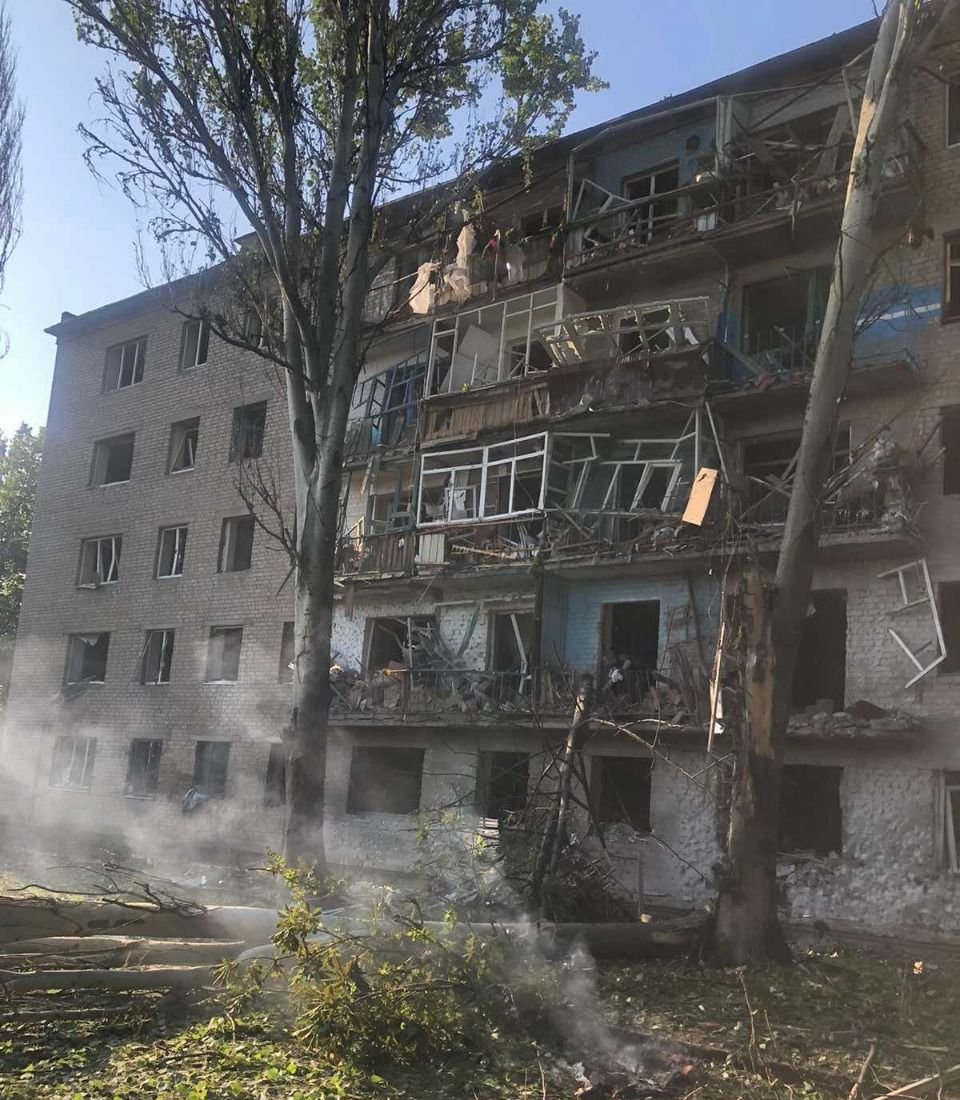
Жилой дом 27 июля
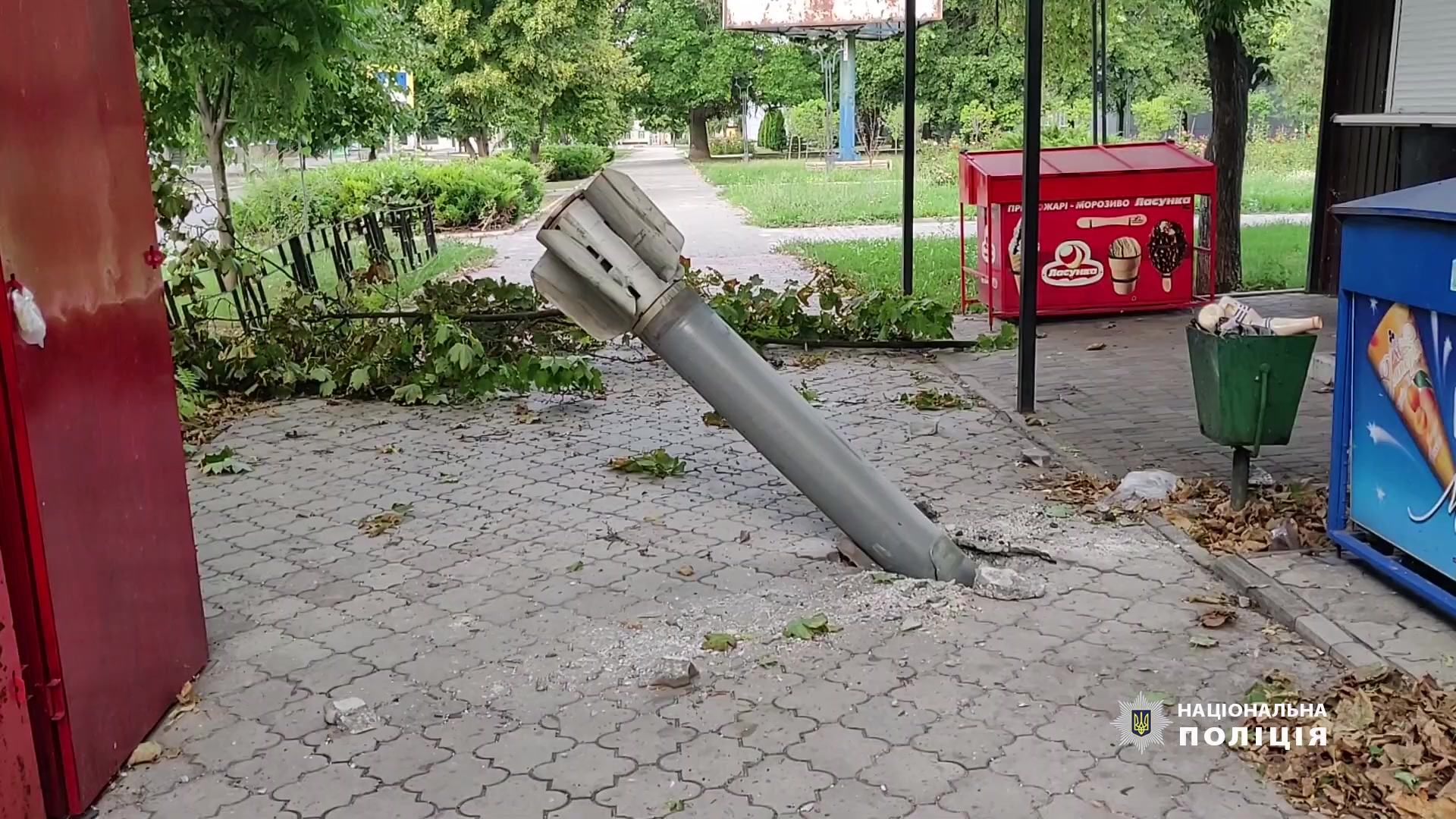
Улица после обстрела 10 августа
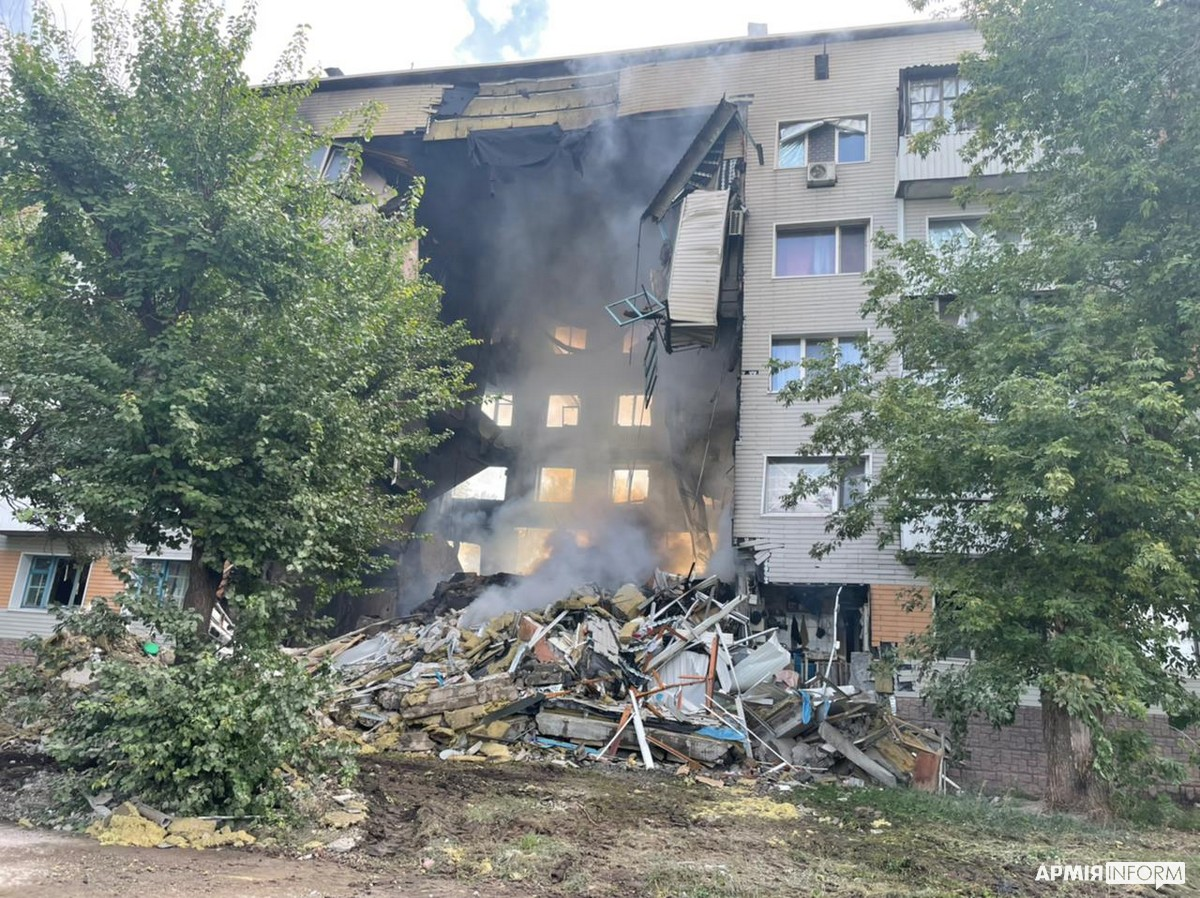
5-этажный жилой дом после российского авиаудара 15 сентября
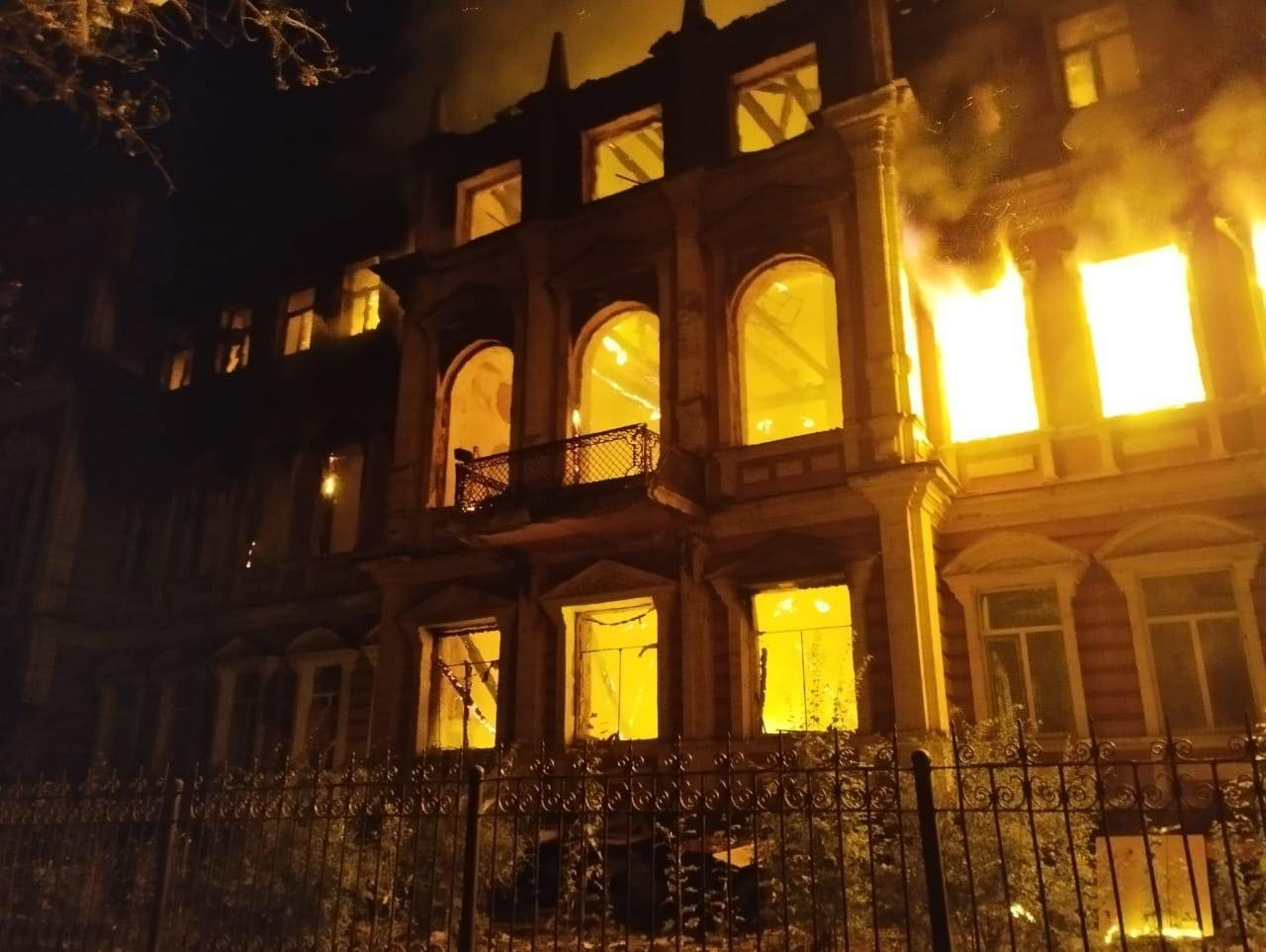
Транспортный колледж 14 октября

## Население

### Численность населения
Население города на 1 января 2021 года — 72 310 человек.
| Год  | Количество жителей |
| ---- | ------------------ |
| 1703 | 170                |
| 1824 | 4215               |
| 1841 | 6394               |
| 1857 | 9197               |
| 1859 | 9514               |
| 1860 | 12 409             |
| 1897 | 19 316             |
| 1913 | 28 256             |
| 1923 | 28 904             |
| 1925 | 33 256             |
| 1926 | 37 354             |
| 1933 | 52 000             |
| 1937 | 50 400             |
| 1939 | 55 409             |
| 1941 | 55 200             |
| 1943 | 25 000             |
| 1956 | 57 000             |
| 1959 | 60 626             |
| 1961 | 64 000             |
| 1964 | 73 000             |
| 1965 | 74 000             |
| 1970 | 82 342             |
| 1979 | 87 084             |
| 1987 | 91 000             |
| 1989 | 90 279             |
| 1992 | 91 000             |
| 1994 | 92 200             |
| 1998 | 86 800             |
| 2001 | 82 916             |
| 2003 | 82 014             |
| 2004 | 81 426             |
| 2005 | 80 655             |
| 2006 | 80 227             |
| 2007 | 79 950             |
| 2008 | 79 591             |
| 2009 | 79 309             |
| 2010 | 78 849             |
| 2011 | 78 251             |
| 2012 | 77 952             |
| 2013 | 77 620             |
| 2014 | 77 474             |
| 2015 | 77 177             |
| 2016 | 76 599             |
| 2017 | 75 798             |
| 2018 | 74 878             |
| 2019 | 74 072             |
| 2020 | 73 212             |
| 2021 | 72 310             |
| 2022 | 71 094             |

Снижение численности населения в городе наблюдается с 1994 года в целом, как и по всей Донецкой области.
Рейтинг города (по численности населения) по состоянию на 1 января 2015 года:
| Место в Европе | Место в бывшем СССР | Место на Украине | Место в области |
| -------------- | ------------------- | ---------------- | --------------- |
| 955            | 375                 | 51               | 8               |

Рождаемость — 7,5 на 1000 человек, смертность — 20,0, естественная убыль — −12,5, сальдо миграции положительное (1,8 на 1000 человек).
Распределение постоянного населения по наиболее многочисленным национальностям и родному языку по данным переписи 2001 года:
| N | Состав   | Кол-во  | Уд. вес (%) | родной язык(%) | украинский (%) | русский (%) |
| - | -------- | ------- | ----------- | -------------- | -------------- | ----------- |
| 1 | Украинцы | 78 993  | 69,42       | 49,1           | -              | 50,8        |
| 2 | Русские  | 31 301  | 27,51       | 96,7           | 3,2            | -           |
| 3 | Белорусы | 705     | 0,62        | 15             | 9,2            | 75,6        |
| 4 | Армяне   | 396     | 0,35        | 48,7           | 1,3            | 49,7        |
| 5 | Цыгане   | 263     | 0,23        | 57.8           | 9,5            | 30,4        |
| 6 | Евреи    | 224     | 0,20        | 0,4            | 5,4            | 92,4        |
|   | Всего    | 113 785 | 100,00      |                |                |             |

### Языковой состав
Родной язык населения по данным переписи 1897 года:
| Язык                       | Численность, чел. | Доля     |
| -------------------------- | ----------------- | -------- |
| Украинский («малорусский») | 11 928            | 61,75 %  |
| Русский («великорусский»)  | 3 659             | 18,94 %  |
| Идиш («еврейский»)         | 3 223             | 16,69 %  |
| Другие                     | 506               | 2,62 %   |
| Итого                      | 19 316            | 100,00 % |

Родной язык населения по данным переписи 2001 года:
| Язык       | Численность, чел. | Доля     |
| ---------- | ----------------- | -------- |
| Украинский | 22 957            | 27,61 %  |
| Русский    | 59 095            | 71,07 %  |
| Другое     | 1 094             | 1,32 %   |
| Итого      | 83 146            | 100,00 % |

## Политическая система

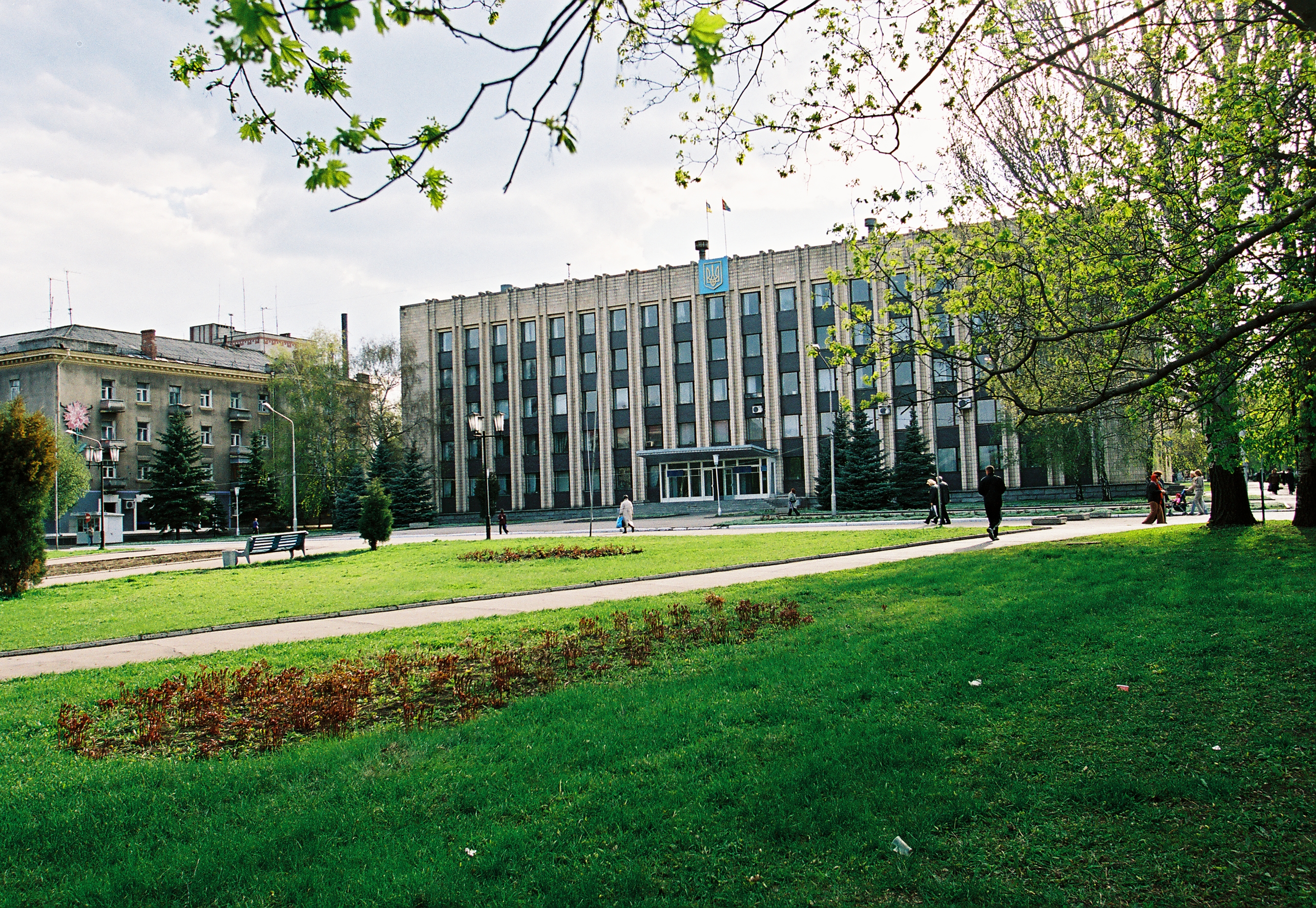
Городской совет

Местная власть в городе Бахмуте принадлежала Бахмутскому городскому совету, избираемому раз в 4 года (в марте 2002, 2006 годов) на основе всеобщего прямого тайного избирательного права. Совет имел свой исполнительный комитет.
Главой города являлся городской голова, избираемый одновременно с выборами Совета.
В городе также были расположены органы управления Бахмутским районом: Бахмутская районная администрация, Бахмутский районный совет и другие.
На президентских выборах 2004 года город голосовал за Януковича (93,62 %), Ющенко (4,19 %).
На парламентских выборах 2014 года оппозиционные к действующей власти партии (Оппозиционный блок, КПУ, Сильная Украина) набрали в Бахмуте в сумме 59 % (при явке 29,6 %).

## Экономика
Экспорт товаров в 2003 году — 90,5 млн $. Прямые иностранные инвестиции на 2003 год — 20,8 млн $. Объём произведённых услуг в 2003 году — 42,4 млн грн. Коэффициент безработицы — 2,2 %. Среднемесячная зарплата в 2011 году — 2100 грн.

### Промышленность

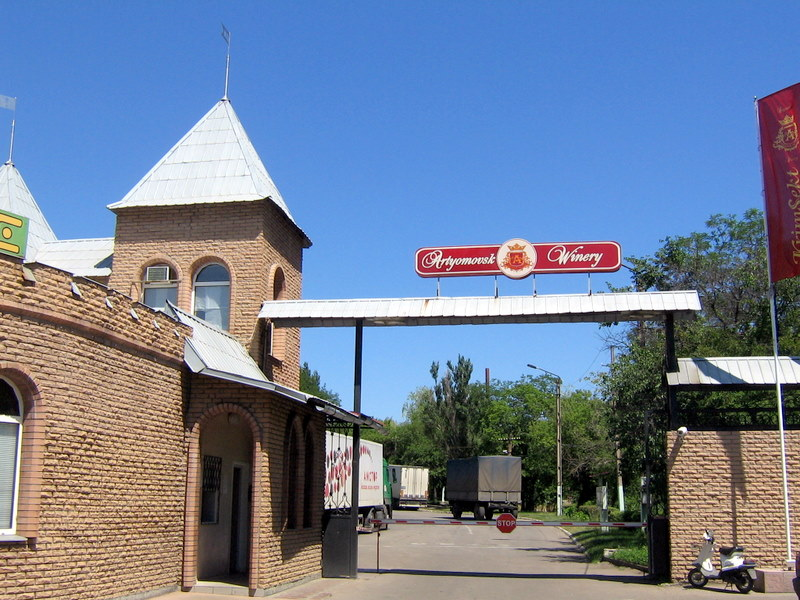
Артёмовский завод шампанских вин

Добыча каменной соли. Производство стройматериалов, машиностроение, лёгкая, пищевая промышленность.
В 1975 году в городе функционировало 64 промышленных предприятия.
- ЗАО Артёмовский машиностроительный завод «ВИСТЕК» (ул. Мира, 6);
- ОАО «Макеевский завод металлоконструкций» (бывший завод «Дориндустрия») (ул. Сибирцева, 3);
- Артёмовсктрансстрой (ул. Космонавтов, 6);
- ЗАО «Артёмовский завод шампанских вин» («Артёмовск Вайнери»; ул. П. Лумумбы, 87);
- ООО Артёмовский машиностроительный завод «ПРОММАШ» (ул. Героев Труда, 15);
- ООО «Завод цветных металлов» (ул. Героев Труда, 42);
- ОДО «СИНИАТ» (2-й переулок Ломоносова, 3);
- ООО «Экопродукт» (ул. Корсунского, 73).

Объём реализованной промышленной продукции (2009) — 3,8 млрд грн.
На конец 2011 года в городе было заменено 80 % всего дорожного покрытия. Качество асфальтного покрытия соответствовало европейским требованиям и нормам.

### Торговля
- Супермаркет «Сільпо»
- Продуктовый супермаркет «ЕКО-Маркет»
- Торговая сеть «АТБ»
- Торговый центр «Астрон»
- Супермаркет бытовой техники «Comfy»
- Супермаркет бытовой техники «Фокстрот»
- Супермаркет бытовой техники «Алло»
- Универсам «Артёмовск» с 2022 г. супермаркет «Семья»
- «Артёмовский торговый комплекс» — Центральный рынок
- «Новый рынок» — ул. Юбилейная.

## Инфраструктура

### Транспорт
Внутригородской транспорт включал троллейбусную систему, городские автобусы и маршрутные такси.

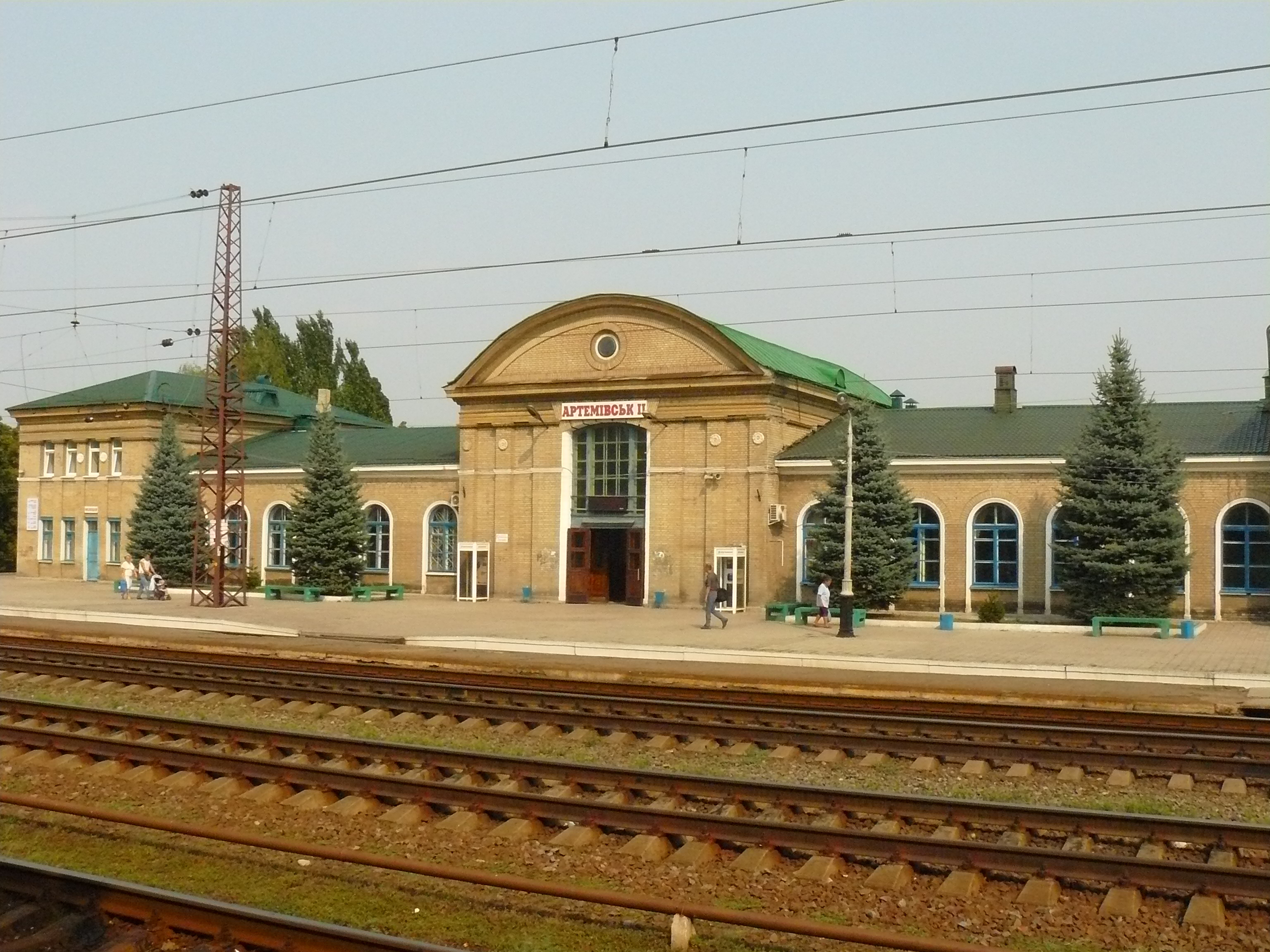
Железнодорожная станция

Междугороднее автобусное сообщение существовало между Бахмутом и многими городами Украины. Кроме большого количества внутриобластных маршрутов, были транзитные рейсы на КПВВ « Майорск», Харьков, Днепр, Запорожье, Северодонецк, Попасную, Константиновку, Славянск, Краматорск, Бердянск и др.
Пригородный автовокзал находился на ул. Независимости. Междугородний автовокзал — на ул. Космонавтов.
Поезда дальнего следования останавливались на станции Бахмут (в 1924—2016 годах Артёмовск-2). Также на территории города были расположены станции Бахмут I, Малоильшевская и Ступки.

### Связь
В Бахмуте работали до войны сети сотовой связи следующих мобильных операторов в стандарте GSM: «Киевстар», «Vodafone/МТС Украина», «lifecell». В сетях GSM были развёрнуты технологии высокоскоростной пакетной передачи данных GPRS (EDGE).
В 2011 году украинский национальный CDMA-оператор Интертелеком запустил первую в Бахмуте сеть мобильной связи CDMA 2000, а также беспроводной доступ в Интернет по технологии EV-DO Rev A.
В городе работали несколько интернет-провайдеров. Среди них: Укртелеком (ADSL, модемное подключение), «Артнет» (оптическая сеть, WiMAX, WiFi), «Рокет. Нет» (оптическая сеть, WiFi), «Инттел», «Киевстар» (домашний интернет). В 2011 году город был покрыт сетью WiMAX — провайдер «Артнет Плюс», благодаря чему беспроводной Интернет был доступен всем жителям города и района.
С ноября 2016 года lifecell начал предоставлять услугу доступа к интернету по технологии 3G стандарта UMTS, таким образом став первым оператором сотовой связи в городе, предоставляющим скоростной 3G-интернет в данном стандарте. 21 июня 2017 года запущена в сеть 3G UMTS от Vodafone/МТС Украина. 28 июля Киевстар также запустил 3G.
27 июля 2018 года lifecell первым в Бахмуте запустил скоростной интернет в стандарте 4G. 14 сентября в городе появился 4G от Vodafone.

### Почта
В Бахмуте работала Укрпочта, Нова Пошта, ИнТайм, Деливери, САТ, Мист Экспресс.
Укрпочта
- Отделение № 1 ул. Некрасова, 38
- Отделение № 2 бульв. Металлургов, 1
- Отделение № 5 ул. Глинки, 1
- Отделение № 6 ул. Чайковского, 32
- Отделение № 7 2-й пер. Ломоносова, 1
- Отделение № 9 ул. Чайковского, 101
- Отделение № 10 Юбилейная ул., 89
- Отделение № 11 ул. Мира, 41
- ЦППП Привокзальная пл., 1

Новая почта
- Отделение № 5: ул. Горбатова, 69
- Отделение № 2 (до 30 кг): ул. Чайковского, 41
- Отделение № 3: улица Гагарина, 2/2
- Отделение № 1: с. Хромово, Киевская ул., 2а, Бахмут

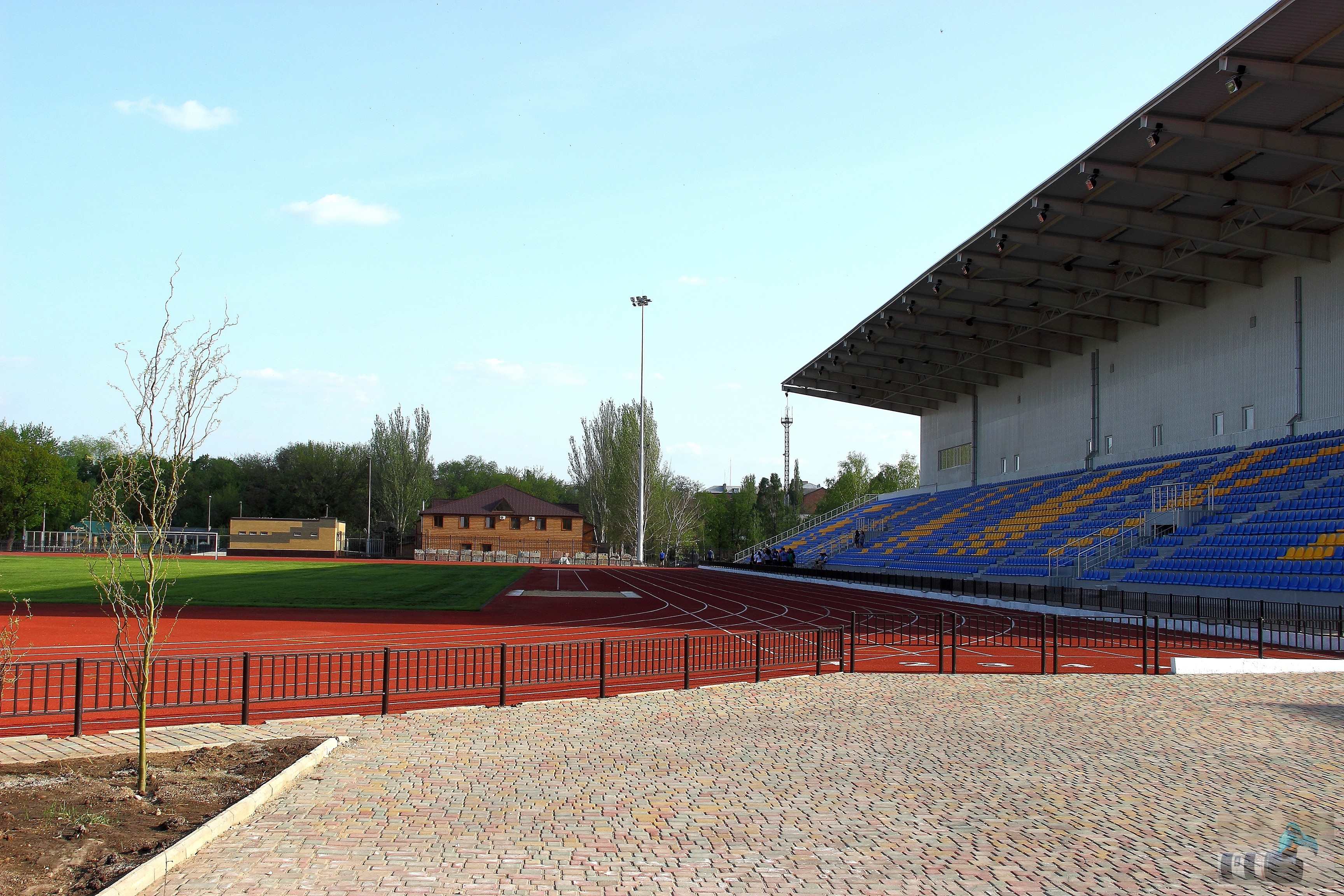
Стадион «Металлург»

### Спорт
С 2012 года в Бахмуте работал спортивно-оздоровительный комплекс олимпийской и паралимпийской подготовки «Металлург».

## Медицина
В Бахмуте для оказания медицинской помощи действовали:
- Бахмутская центральная районная больница (ул. Мира)
- Поликлиника центральной районной больницы
- Городская больница № 2
- Детская больница
- Узловая больница ст. Бахмут Донецкой железной дороги
- Отделение трансфузиологии (переливания крови) Бахмутской центральной районной больницы
- Бахмутская станция скорой помощи

## Культура

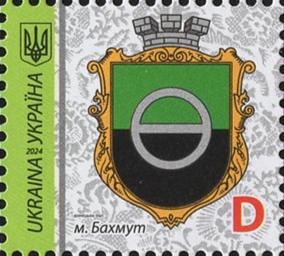
Стандартная марка с символикой города в серии «Гербы городов, поселков и сел Украины», Почта Украины, 2024 год.

При Доме культуры с 1995 года действовал военно-исторический клуб «Ветеран», занимающийся военно-исторической реконструкцией, а также издающий с 2001 года иллюстрированный ежегодный альманах «Новый Солдат» (в противоположность «Солдату» старому, издававшемуся в 1990-е годы в Риге), содержащий материалы по истории военной униформы, оборонительного и наступательного вооружения армий различных государств и народов мира.

### Достопримечательности

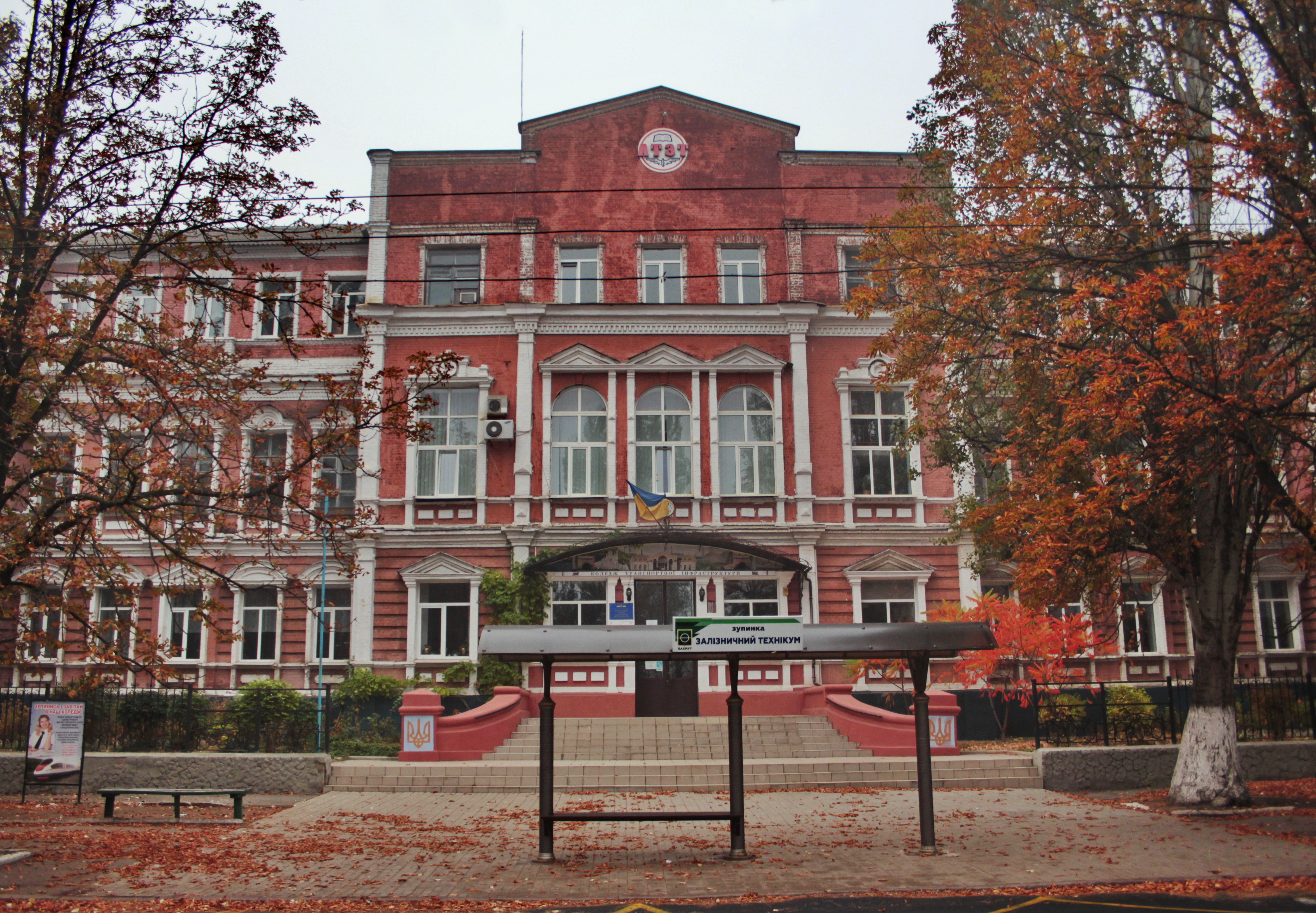
Колледж транспортной инфраструктуры

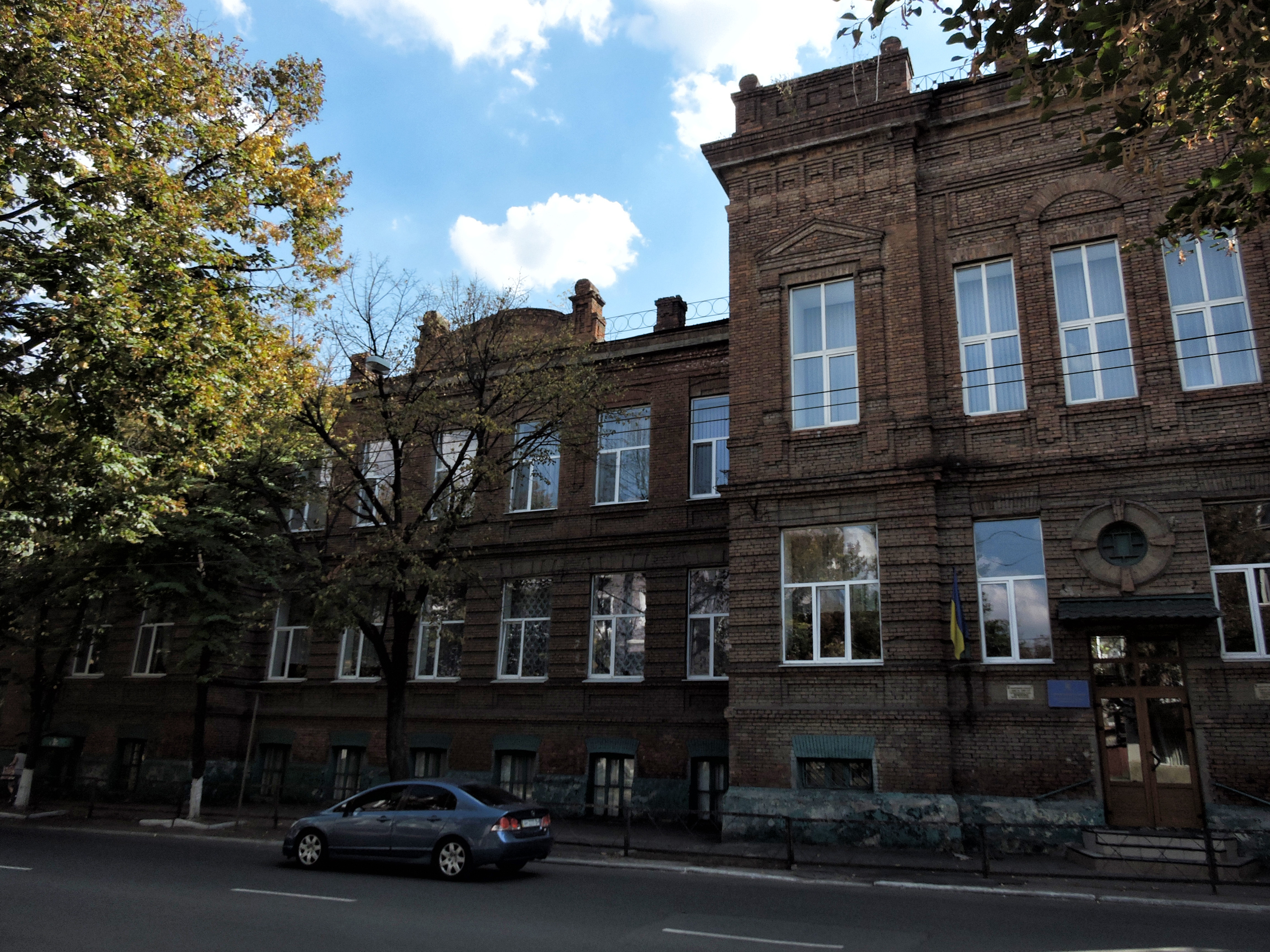
Женская гимназия

- Бахмутский городской центр детей и юношества[72] (ул. Мира)
- Городской центр культуры и отдыха (пл. Свободы)
- Городской народный дом[73] (ул. Победы)
- Дом техники «Донецкгеология» (ул. Сибирцева)
- Дворец культуры «Машиностроитель» (ул. Мира)
- Бахмутский индустриальный техникум[74] (ул. Чайковского)
- Бахмутский колледж транспортной инфраструктуры[75] (ул. Мира)
- Бахмутский колледж искусств имени Ивана Карабица (ул. Лермонтова)
- Бахмутский педагогический колледж[76] (Благовещенская ул.)
- Горловский институт иностранных языков Государственного высшего учебного заведения «Донбасский государственный педагогический университет»[77]
- Бахмутский медицинский колледж[78] (ул. В. Носакова)
- Артёмовский профессиональный лицей (ул. Обороны)
- Бахмутская ЦРБ (ул. Мира)
- Бахмутский государственный краеведческий музей
- Артёмовский завод шампанских вин (ул. П. Лумумбы)
- Бахмутская опытная станция питомниководства Института садоводства УААН
- Учебно-научный профессионально-педагогический институт
- Храм святителя Иоанна Златоуста
- Развлекательный комплекс «Победа» (Юбилейная ул.)

## Образование

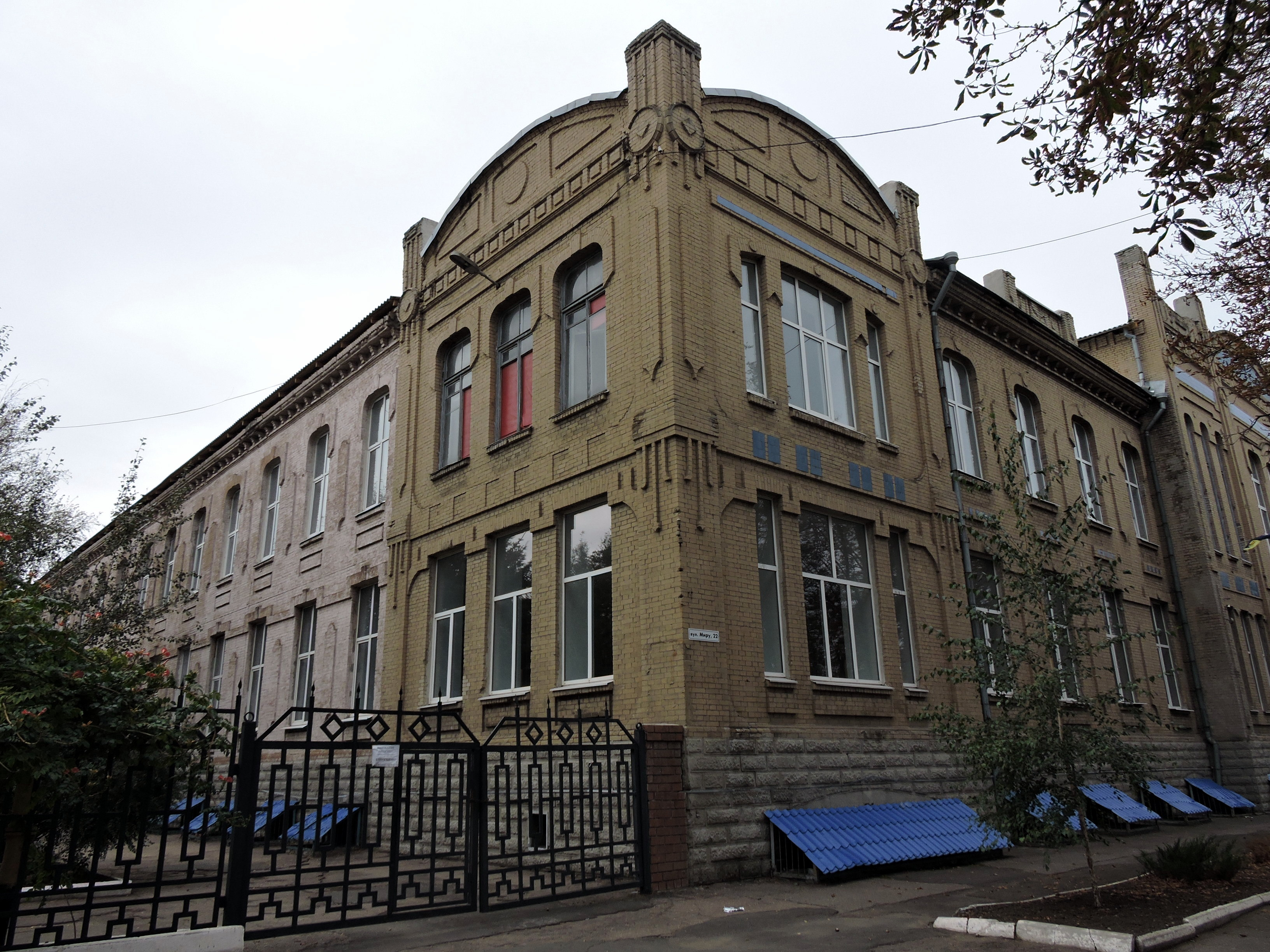
Школа № 11

До 2022 года работали 17 школ (11 600 учеников), 29 детсадов (3500 детей), 3 ПТУ (2000 учащихся), 2 техникума (6000 учащихся), музыкальные школы, 5 домов культуры и клубов, 12 библиотек.

## СМИ
Местная пресса была представлена полноцветными общественно-политическими газетами «События», «Вперёд», «Артёмовские-объявления».

### Телевидение
В городе осуществлялось вещание эфирного телевидения.
Список телеканалов аналогового эфирного вещания:
- 12 ТВ канал, 100 Вт — Первый национальный/ТРК «Эра»
- 25 ТВ канал, 100 Вт — ICTV/ТРК «Заказ» (c 00:00 до 06:00 — Мега)
- 27 ТВ канал, 100 Вт — Новый канал
- 32 ТВ канал, 100 Вт — Интер
- 37 ТВ канал, 100 Вт — 1+1
- 43 ТВ канал, 100 Вт — СТБ/Бахмут-ТВ (канал Коммунального предприятия «Артёмовское телерадиовещание»)
- 48 ТВ канал, 100 Вт — ТРК «Украина»
- 53 ТВ канал, 500 Вт — ТЕТ
- 62 ТВ канал, 500 Вт — ТРК НБМ (5 канал)

Также в полном объёме работало цифровое эфирное телевидение в стандарте DVB-T2.
Услуги кабельного телевидения оказывала фирма «КСКПТ — АРТНЕТ», «Досуг»

### FM-радиостанции
- 106,6 — Стильное Радио Перец FM
- 105,4 — радио «Best FM»

### Интернет-издания
- Бахмут IN.UA — общественный медиапортал. Сайт — bahmut.in.ua

## Факты о городе
- Вблизи Бахмута можно увидеть соляную шахту и самый большой подземный концертный зал в мире[79][80].
- В городе располагалось крупнейшее в Восточной Европе предприятие по производству игристых вин классическим бутылочным методом[81][82].
- Бахмут является одним из тех городов Украины, которые потеряли значение областного центра, а следовательно большие возможности для развития, вместе с Каменец-Подольским, Дрогобычем и Измаилом.

### Комментарии
1. ↑  Также распространён вариант произношения Ба́хмут[3].